# 김봉환 (1921년)
김봉환(金鳳煥, 1921년 1월 2일 ~ 2020년 5월 27일)은 대한민국의 관료 출신 법조인, 정치인이다. 제6·7·8·9대 국회의원을 지냈다.

## 약력
- 보통문관시험 합격
- 경기도 양주군 군속
- 경기도 재무부 이재과 근무
- 제2회 조선변호사시험 합격
- 서울대학교 법과대학 졸업
- 경북대학교 법정대학 전임강사
- 1963년 ~ 1972년 : 제6,7,8대 국회의원 (민주공화당)
- 국회 법사위원장, 예결위원장, 보사위원장
- 1973년 ~ 1976년 : 제9대 국회의원 (유신정우회)

## 가족 관계
- 배우자 ( ~ 2010년 9월 15일)
  - 장남 : 김교원
  - 차남 : 김재원
  - 장녀 : 김교숙 (1946년 ~ )
    - 첫째 사위 : 손경식 (1939년 9월 15일 ~ ) - CJ그룹 회장

  - 차녀 : 김교정
    - 둘째 사위 : 현재민 - 카이스트 명예교수

  - 3녀 : 김교순
    - 셋째 사위 : 서정기 - 서울대 의대 명예교수

  - 4녀 : 김지은
    - 넷째 사위 : 안서규 - 경희대 명예교수

## 역대 선거 결과
|  | 58.23% |

|  | 67.89% |

|  | 50.73% |

|  | 0% |